# L'arma segreta di Archimede
L'arma segreta di Archimede è una commedia teatrale scritta da Dumitru Solomon nel 2003 e ambientata nel 214 a.C. in una Siracusa sotto l'assedio dell'esercito romano comandato dal generale Marco Claudio Marcello.

## Trama
Protagonista è l'eccentrico inventore siracusano Archimede e la sua convinzione che il mondo sarebbe migliore se gli esseri umani non potessero nascondere i loro pensieri.
Il testo riprende sotto molti punti la Commedia dell'arte (personaggi fortemente caratterizzati e scambi di persona) e l'autore, di nazionalità rumena, trae spunto dalla storia per elevare un inno alla resistenza dei deboli contro i poteri forti, in evidente polemica evidente contro il coevo governo rumeno, tessendo e intrecciando con ironia le vicende familiari della famiglia di Archimede e i giochi di potere che si dipanano dai poli in contrapposizione: il re di Siracusa Gerone II e il generale Marcellus.

## Rappresentazioni
In Italia il testo è stato rappresentato per la prima volta in assoluto dagli allievi del Teatro Stabile di Torino nel 2005 al Teatro Out off di Milano sotto la regia di Mauro Avogadro.
Un allestimento successivo, sempre dello stesso anno, si ebbe a cura di Massimo Navone al Piccolo Teatro di Milano.